# Manganditellurid
Manganditellurid ist eine anorganische chemische Verbindung des Mangans aus der Gruppe der Telluride.

## Gewinnung und Darstellung
Manganditellurid kann durch Reaktion von stöchiometrischen Mengen von Mangan und Tellur unter Luftausschluss gewonnen werden.
{\displaystyle \mathrm {Mn+2\ Te\longrightarrow MnTe_{2}} }

## Eigenschaften
Manganditellurid ist ein geruchloser Feststoff, der praktisch unlöslich in Wasser ist. Bei Temperaturen unter 83,8 K ist er antiferromagnetisch. Oberhalb seiner Schmelztemperatur zersetzt sich die Verbindung zu Mangantellurid und Tellur. Manganditellurid besitzt eine kubische Kristallstruktur vom Pyrittyp mit der Raumgruppe Pa3 (Raumgruppen-Nr. 205). Oberhalb von 7 GPa wandelt sich diese in eine orthorhombische Kristallstruktur vom Markasittyp um.

## Verwendung
Manganditellurid wird als Zwischenprodukt zur Herstellung anderer chemischer Verbindungen eingesetzt.

## Verwandte Verbindungen
Neben Manganditellurid ist mit Mangan(II)-tellurid (MnTe) mindestens ein weiteres Mangantellurid bekannt.